# Холл, Чарльз Филипп
Чарльз Филипп Холл (англ. Charles Philip Hall; 12 декабря 1886, Сардис, Миссисипи, США — 26 января 1953, Сан-Антонио, Техас, США) — генерал-лейтенант армии США. Принимал участие в двух мировых войнах. Во Второй мировой войне Холл командовал XI корпусом. Он принимал участие в битве за Батаан во время освобождения Филиппин от японских войск.

## Молодость
Чарльз Филипп Холл родился 12 декабря 1886 года в небольшом городке Сардис, штат Миссисипи. В 1905—1907 годах учился в Миссисипском университете, а затем поступил в Военную академию США, которую окончил в 1911 году, получив звание второго лейтенанта пехоты. Военную службу начал в 20-м пехотном полку, в котором служил до 1914 года, когда был назначен инструктором по математике в Военной академии США.
В августе 1917 года Чарльз Холл был переведён в 23-й пехотный полк, который вскоре отправился во Францию в составе Американских экспедиционных сил. В марте 1918 года он был назначен в 3-ю пехотную бригаду 2-й пехотной дивизии. Он вместе с дивизии принимал участие в битве при Суассоне, битве при Шато-Тьерри, битве на Марне, Сен-Миельской операции. Во время битвы при Суассоне при захвате коммуны Вьерзи подполковник Холл проявил особое мужество и был награждён крестом «За выдающиеся заслуги». В ходе службы во Франции он также получил три Серебряных звезды, военный крест Франции и орден Почётного легиона.

## Между войнами
Он служил в союзных оккупационных силах в Германии до августа 1919 года, когда вернулся вместе со 2-й пехотной дивизией в США, в которой продолжал служить до 1922 года. В 1923 году Холл учился в пехотном училище в Форт-Беннинге, а в 1924—1925 году в Командно-штабном колледже армии США. Затем служил инструктором в пехотном училище в Форт-Беннинге. В 1929 году учился в Военном колледже армии США. С 1930 по 1932 год служил на Филиппинах. В 1932 году вернулся инструктором в пехотное училище в Форт-Беннинге, где служил до 1937 года. С 1937 по 1940 год был директором департамента наземной тактики тактической школы ВВС в Максвелл Филде, штат Алабама. В 1940 году он был назначен командиром 11-го пехотного полка.

## Вторая мировая война
В 1941—1942 годах Холл служил в 3-й пехотной дивизии заместителем командующего, которая располагалась в Форт-Льюисе (Вашингтон), а в августе-сентябре 1941 года исполнял обязанности командующего. С марта по октябрь 1942 году был командиром 93-й пехотной дивизии.
В октябре 1942 года он принял командование XI корпусом. Он возглавлял корпус на Тихоокеанском театре военных действий Второй мировой войны, который принимал участие в Новогвинейской компании и в битве за Моротай. Затем корпус принимал участие в битве за Лейте и в битве за Батаан во время Филиппинской операции 1944—1945 годов. В сентябре 1945 года корпус принимал участие в оккупации Японии в районе Иокогамы. 15 марта 1946 года Холл сдал командование корпусом.

## После Второй мировой войны
15 марта 1946 года Холл сдал командование корпусом. С марта 1946 года по декабрь 1948 года он занимал должность директора по организации и подготовке в Генеральном штабе военного министерства (с 1947 года — Министерство Армии США). 31 декабря 1948 года Чарльз Филипп Холл ушёл в отставку и вместе с женой поселился в городе Сан-Антонио, округ Бехар, штат Техас. Он умер 26 января 1953 года и похоронен на Национальном кладбище Форт Сэм Хьюстон.

## Награды
- Крест «За выдающиеся заслуги»
- Медаль «За выдающуюся службу»
- Серебряная звезда
- Бронзовая звезда
- Пурпурное сердце
- Медаль Победы в Первой мировой войне
- Медаль Оккупационной армии в Германии
- Медаль «За защиту Америки»
- Медаль «За Американскую кампанию»
- Медаль «За Азиатско-тихоокеанскую кампанию»
- Медаль Победы во Второй мировой войне
- Медаль «За службу в оккупационной армии»
- Орден Почётного легиона
- Военный крест (Франция)
- Орден «Легион почёта» (Филиппины)
- Медаль за освобождение Филиппин
- Орден Нила
- Медаль Солидарности (Панама)

## Примечание
1. 1 2  Biography of Lieutenant-General Charles Philip Hall (1886 – 1953), USA. www.generals.dk. Дата обращения: 19 января 2020. Архивировано 7 февраля 2016 года.
2. ↑  Valor awards for Charles Philip Hall. archive.ph (11 апреля 2013). Дата обращения: 19 января 2020. Архивировано 11 апреля 2013 года.
3. ↑  Officers of the US Army 1939-1945  -- H. www.unithistories.com. Дата обращения: 19 января 2020. Архивировано 4 февраля 2019 года.
4. ↑  LTG Charles Philip Hall. Дата обращения: 19 января 2020. Архивировано 3 февраля 2020 года.